# Encanto
Az Encanto 2021-ben bemutatott amerikai számítógépes animációs fantasy-filmvígjáték, gyártója a Walt Disney Animation Studios, forgalmazója a Walt Disney Studios Motion Pictures. A stúdió hatvanadik filmje Byron Howard és Jared Bush rendezésében, Charise Castro Smith társrendezésében. Producerek Clark Spencer és Yvett Merino, a dalokat pedig Lin-Manuel Miranda írta. A szinkronszerepekben Stephanie Beatriz, John Leguizamo, María Cecilia Botero, Diane Guerrero, Jessica Darrow, Angie Cepeda, Rhenzy Feliz, Carolina Gaitán, Mauro Castillo és Wilmer Valderrama hallható.
A filmet az Egyesült Államokban 2021. november 24-én, míg Magyarországon egy nappal később, 2021. november 25-én mutatták be a mozikban.

## Rövid történet
Egy kolumbiai tizenéves lánynak szembe kell néznie azzal a frusztrációval, hogy ő az egyetlen a családban, akinek nincs mágikus képessége.

## Cselekmény[2]
Az ifjú Alma Madrigalnak és férjének menekülniük kell az otthonukból, csecsemőkorú hármasikreikkel együtt. Fegyveres támadásban elveszíti férjét, Pedrót, de megmenti hármasikreit: Julietát, Pepát és Brunót. Gyertyája varázslatos tulajdonságokat nyer, és szétrobbantja üldözőit, és egy érző házat, „Casitát” hoz létre a Madrigálok számára.
Ötven év alatt egy falu nőtt fel a gyertya védelme alatt, és a Madrigálok emberfeletti képességeikkel a falusiakat segítik. Bruno látnoki képessége számos konfliktust okoz, ami miatt a család félreérti őt. Mirabelt, Julieta legkisebb lányát másként kezelik, mert nincs különleges képessége.
Egy ünnepi alkalommal, amikor Pepa legkisebb fia, Antonio megkapja a képességét, amellyel beszélni tud az állatokhoz, Mirabel hirtelen repedéseket lát Casitán, de figyelmen kívül hagyják figyelmeztetéseit, mivel a Casita sértetlennek tűnik a többiek számára. Mirabel elhatározza, hogy megmenti a Casita varázsát. Szupererős nővére, Luisa úgy sejti, hogy Bruno szobája, amely a Casita egyik tiltott tornyában található, rejthet némi nyomot a jelenséghez. Odabent Mirabel felfedez egy barlangot, és egy átlátszatlan zöld smaragd üveglap darabjait találja meg, amelyen Bruno látomása látható, ahogy a Casita szétesik. Miután Mirabel kis híján kiszabadul a barlangból, Luisa rájön, hogy saját maga és családja képességei kezdenek gyengülni.
Másnap este Mirabel legidősebb nővére, Isabela, aki tetszés szerint képes virágokat növeszteni, a tervek szerint el lesz jegyezve szomszédja, Mariano Guzmán által. Mirabel legidősebb unokatestvére, Dolores, akinek emberfeletti hallása van, véletlenül hallotta, amint Mirabel beszél az apjával Bruno látomásáról. Isabela eljegyzése megszakad, amikor a Casita ismét repedezni kezd, és Pepa, akinek érzelmei irányítják az időjárást, mindenki döbbenetére viharokat idéz elő. Isabela Mirabelt hibáztatja a tagadása ellenére. Mirabel megpillantja a falak között rejtőzködő Brunót; valójában soha nem hagyta el a házat, mert még mindig szereti a családját. Mirabel meggyőzi Brunót, hogy ismét jósoljon, Antonio pedig felajánlja a szobáját, hogy használhassák. Bruno egy másik víziót alkot, amelyben szintén a Casita összeomlik, de már kiegészül egy sárga színű pillangóval és azzal, hogy Mirabel egy fiatal nőt ölel át, akit Isabelaként azonosítanak.
Mirabel elmegy, hogy bocsánatot kérjen Isabelától, és véletlenül katartikus vallomást vált ki: Isabela nem akar férjhez menni Marianóhoz, és megterheli a tökéletességéről alkotott kép. Ez segít Isabelának kivirágozni igazi énjévé, és a nővérek megölelik egymást. Abuela azonban  észreveszi Isabelát, hogy azt növeszt, amit csak akar. Abuela összeveszik Mirabellel, és azzal vádolja, hogy ő az ok a család szerencsétlenségei miatt, mert nem kapott képességet. Mirabelnél végül elszakad a cérna és leüvölti Abuelát, és azt mondja, hogy valóban minden az ő hibája volt, amiért mindenkit a maga módján kezelt. Érvelésük hirtelen hatalmas hasadékot hoz létre, amely elpusztítja a Casitát. Abuela varázslatos gyertyája Mirabel kezében kialszik, annak ellenére, hogy Mirabel megpróbálta megmenteni, így az összes Madrigál elveszti különleges képességét.
Abuela később megtalálja Mirabelt aki sír a folyónál, ahol Pedro meghalt, és végül vállalja a felelősséget, amiért túl nagy nyomást gyakorolt a családra, és elfelejtette, hogy az igazi ajándék nem az ő hatalmuk, hanem maga a család. Megbékélnek. Brunóval a nyomában újra találkoznak a Madrigálokkal és a falubeliekkel, hogy újjáépítsék a Casitát. Mirabel bemutatja Dolorest Marianónak. Amikor elkészült, a Casita újra életre kel, és a ház varázsa visszatér. A Madrigal-ok szembesítik Mirabelt azzal, hogy annak ellenére, hogy nincs képessége, ő is ugyanolyan különleges, mint bárki más. A Madrigálok ezután pózolnak első családi portréjukon, amelyen Mirabel és Bruno is szerepel.

## Szereplők

### Magyar változat
A szinkront az SDI Media Hungary készítette.
- Magyar szöveg: Blahut Viktor
- Dalszöveg: Nádasi Veronika
- Hangmérnök: Kránitz Lajos András
- Vágó: Kránitz Bence
- Gyártásvezető: Bogdán Anikó
- Zenei rendező: Posta Victor
- Szinkronrendező: Dobay Brigitta
- Produkciós vezető: Máhr Rita

## Fordítás
- Ez a szócikk részben vagy egészben  az   Encanto (film) című angol Wikipédia-szócikk fordításán alapul.  Az eredeti cikk szerkesztőit annak laptörténete sorolja fel. Ez a jelzés csupán a megfogalmazás eredetét és a szerzői jogokat jelzi, nem szolgál a cikkben szereplő információk forrásmegjelöléseként.